# Myosotis oreophila
Myosotis oreophila är en strävbladig växtart som beskrevs av Donald Petrie. Myosotis oreophila ingår i släktet förgätmigejer, och familjen strävbladiga växter. Inga underarter finns listade i Catalogue of Life.